# 沙坪薹草
沙坪薹草（学名：Carex wui）为莎草科薹草属的植物。分布于中国大陆的贵州、四川等地，生长于海拔1,900米至2,850米的地区，一般生于水边、山坡潮湿处及沟边，目前尚未由人工引种栽培。